# Chionaema delicata
Chionaema delicata är en fjärilsart som beskrevs av Walker 1854. Chionaema delicata ingår i släktet Chionaema och familjen björnspinnare. Inga underarter finns listade i Catalogue of Life.